# Jean-Luc Vandenbroucke
Jean-Luc Vandenbroucke (Mouscron, 31 maggio 1955) è un ex ciclista su strada e pistard belga. Professionista dal 1975 al 1988, ottenne 78 successi su strada.

## Carriera
Dotato di caratteristiche di passista, nelle categorie giovanili ottenne 224 vittorie; dopo aver trascorso un anno nella categoria Juniores e due anni tra i dilettanti, debuttò da professionista nel settembre del 1975 correndo per la Peugeot-BP-Michelin, squadra francese.
Nel 1976 concluse la Milano-Sanremo al terzo posto, dopo essere riuscito inizialmente a riportarsi su Eddy Merckx (poi vincitore), ma in seguito venne declassato per doping. Tra il 1978 e il 1988 partecipò a otto edizioni del Tour de France, un Giro d'Italia e a due edizioni della Vuelta a España: proprio nella Vuelta a España 1987 vinse il prologo indossando anche per un giorno la maglia rossa di leader della classifica generale.
In carriera colse anche alcuni risultati nelle classiche: vinse infatti la Parigi-Tours nel 1982 e fu inoltre secondo al Giro di Lombardia nel 1977 e quarto nel 1979 e nel 1982, nonché terzo al Giro delle Fiandre nel 1984 e quinto nel 1978 e nel 1981. Nel suo palmarès spiccano anche le vittorie al Trofeo Baracchi (in coppia con Alfons De Wolf) e al Grand Prix des Nations ottenute nel 1980.
Dopo il ritiro dalle corse, avvenuto nel 1988, è stato per dodici anni, fino al 1999, direttore sportivo del team belga Lotto. Zio di Frank Vandenbroucke (figlio del fratello Jean-Jacques), campione di ciclismo prematuramente scomparso, è padre di Jean-Denis Vandenbroucke, anch'egli ciclista professionista per tre anni, dal 1998 al 2000.

## Palmarès

### Strada
- 1974 (Dilettanti, una vittoria)

Campionati belgi, Prova in linea Dilettanti
- 1975 (Dilettanti, sette vittorie)

2ª tappa, 2ª semitappa Tour du Hainaut Occidental
Classifica generale Tour du Hainaut Occidental
2ª tappa Circuit de Saône-et-Loire
Classifica generale Étoile Hennuyere
Omloop Het Volk
Omloop van de Westhoek
Flèche Ardennaise
- 1976 (Peugeot-BP-Michelin, quattro vittorie)

3ª tappa, 2ª semitappa Étoile des Espoirs
Classifica generale Étoile des Espoirs
Omloop van het Zuidwesten
Grand Prix de Fourmies
- 1977 (Peugeot-BP-Michelin, quattro vittorie)

Classifica generale Étoile des Espoirs
1ª tappa, 1ª semitappa Grand Prix Franco-Belge (Wattrelos, cronometro)
Prologo Critérium du Dauphiné Libéré (cronometro)
Grand Prix de Fourmies
- 1978 (Peugeot-BP-Michelin, cinque vittorie)

2ª tappa, 1ª semitappa Tour d'Indre-et-Loire
Prologo Tour de Corse (cronometro)
6ª tappa Parigi-Nizza
2ª tappa, 2ª semitappa Tour de l'Aude
Circuit des Frontières
- 1979 (Peugeot-BP-Michelin, tre vittorie)

Prologo Étoile des Espoirs (cronometro)
2ª tappa Étoile des Espoirs
Grand Prix de Fourmies
- 1980 (La Redoute-Motobécane, nove vittorie)

2ª tappa, 1ª semitappa Tour d'Indre-et-Loire
Classifica generale Tour d'Indre-et-Loire
Boucles des Flandres
5ª tappa Étoile des Espoirs
4ª tappa, 2ª semitappa Quatre Jours de Dunkerque (Villeneuve-d'Ascq, cronometro)
Classifica generale Quatre Jours de Dunkerque
6ª tappa Parigi-Nizza (Digne > Mandelieu)
Grand Prix des Nations (cronometro)
Trofeo Baracchi (cronocoppie, con Alfons De Wolf)
- 1981 (La Redoute-Motobécane, cinque vittorie)

1ª tappa Quatre Jours de Dunkerque (Dunkerque > Dunkerque)
2ª tappa, 2ª semitappa Tour de Picardie
Classifica generale Tour de Picardie
7ª tappa, 1ª semitappa Parigi-Nizza (Mandelieu-la-Napoule > Nizza)
Prologo Tour de l'Aude (cronometro)
- 1982 (La Redoute-Motobécane, sei vittorie)

5ª tappa, 2ª semitappa Étoile des Espoirs
Classifica generale Étoile des Espoirs
Prologo Quatre Jours de Dunkerque (Malo-les-Bains, cronometro)
Prologo Tour de Picardie (cronometro)
Prologo Tour de l'Aude (cronometro)
Parigi-Tours
- 1983 (La Redoute-Motobécane, sei vittorie)

Prologo Étoile des Espoirs (cronometro)
6ª tappa Étoile des Espoirs
3ª tappa Grand Prix du Midi Libre (Béziers > Quillan)
Grand Prix Eddy Merckx (cronometro)
3ª tappa Tour Méditerranéen (Hyères > Marsiglia)
Prologo Tour de l'Aude (cronometro)
- 1984 (La Redoute, tre vittorie)

Prologo Tour de l'Aude (cronometro)
Prologo Giro del Belgio (Harelbeke, cronometro)
4ª tappa, 1ª semitappa Giro del Belgio (Hasselt, cronometro)
- 1985 (La Redoute, sei vittorie)

Flèche Picarde
Prologo Grand Prix du Midi Libre (Narbona, cronometro)
Prologo Quatre Jours de Dunkerque (Dunkerque, cronometro)
Classifica generale Quatre Jours de Dunkerque
Prologo Tour de l'Aude (cronometro)
Classifica generale Driedaagse De Panne
- 1986 (KAS, una vittoria)

Classifica generale Tour de l'Aude
- 1987 (KAS, cinque vittorie)

Prologo Grand Prix du Midi Libre (Agde, cronometro)
7ª tappa Vuelta a Andalucía (Granada, cronometro)
Prologo Volta a la Comunitat Valenciana (Benidorm, cronometro)
Prologo Parigi-Nizza (Parigi, cronometro)
Prologo Vuelta a España (Benidorm, cronometro)
- 1988 (Hitachi-Bosal, vittorie)

4ª tappa Tour Méditerranéen (Rocheville > Hyères)

#### Altri successi
- 1974 (Dilettanti)

Ichtegem
- 1976 (Peugeot-BP-Michelin)

Criterium di Nederbrakel
Criterium di Poperinge
- 1977 (Peugeot-BP-Michelin)

Izegem Individueel
Criterium di Velaines
- 1979 (Peugeot-BP-Michelin)

Criterium di Moorsele
Criterium di Ninove
Criterium di Strijpen
Criterium di Haaltert
- 1980 (La Redoute-Motobécane)

Criterium di Antibes
Criterium di Haezebrouck
Criterium di Sint-Denijs
- 1981 (La Redoute-Motobécane)

Criterium di Izegem
Criterium di Ploegsteert
- 1982 (La Redoute-Motobécane)

Criterium di Kortrijk
- 1983 (La Redoute-Motobécane)

Criterium di Arras
Criterium di Lede
- 1984 (La Redoute)

Criterium di Gevelsberg
- 1987 (KAS)

Criterium di De Panne
Criterium di Wielsbeke

### Pista
- 1973

Campionati europei, Inseguimento individuale Juniores
- 1974

Campionati belgi, Omnium Dilettanti

## Piazzamenti

### Grandi Giri
- Giro d'Italia

1979: 58º
- Tour de France

1978: 64º
1980: 33º
1981: 82º
1982: non partito (8ª tappa)
1983: 25º
1984: non partito (17ª tappa)
1985: non partito (7ª tappa)
1986: 119º
- Vuelta a España

1986: 58º
1987: fuori tempo

### Classiche monumento
- Milano-Sanremo

1976: squalificato
1977: 10º
1978: 13º
1979: 11º
1980: 16º
1987: 15º
- Giro delle Fiandre

1978: 5º
1981: 5º
1984: 3º
1987: 19º
- Parigi-Roubaix

1977: 16º
1979: 18º
1980: 11º
1982: 11º
1984: 6º
- Liegi-Bastogne-Liegi

1978: 25º
- Giro di Lombardia

1977: 2º
1979: 4º
1980: 7º
1982: 4º

### Competizioni mondiali
- Campionati del mondo su strada

Mettet 1975 - In linea Dilettanti: 8º
Sallanches 1980 - In linea Professionisti: ritirato
Praga 1981 - In linea Professionisti: 57º
Altenrhein 1983 - In linea Professionisti: 7º
Barcellona 1984 - In linea Professionisti: ritirato
- Campionati del mondo su pista

Monaco di Baviera 1978 - Inseguimento ind.: 3º
Barcellona 1984 - Inseguimento ind.: 3º
Bassano del Grappa 1985 - Inseguimento ind.: 7º
Colorado Springs 1986 - Inseguimento ind.: 7º